# Мирослав Маркићевић
Мирослав Маркићевић (18. март 1958) је српски политичар. У Народној скупштини Србије био је од 2001. до 2020. године као посланик Нове Србије.

## Рани живот и каријера
Маркићевић је рођен у Чачку, тада у саставу СР Србије у ФНРЈ. У приватном животу је машински техничар, а пре повратка у родни град дуго је радио у Институту за нуклеарне науке Винча у Београду.

## Политичка каријера
Маркићевић се придружио Српском покрету обнове (СПО) у Чачку 1990. године, након што је у Југославији уведена вишестраначка демократија. Као и многи у тој странци, противио се војној политици владе у ратовима у Југославији 1990-их. Када је СПО доживео раскол 1998. године, Маркићевић се придружио отцепљеној странци Нова Србија, постао председник њеног извршног одбора у Чачку и изашао као истакнути локални противник администрацији председника СР Југославије Слободана Милошевића.
За време Рата на Косову и Метохији, Маркићевић је помагао у организовању „Збора грађана“ у Чачку. Ова група је објавила саопштење за јавност у којем су изнети злочини српске полиције на Косову и Метохији. Касније је помогао организовање великог митинга против Милошевића након завршетка рата. У јуну 2000. године обављао је функцију координатора „Савеза за промене“, који је ујединио неколико опозиционих партија да би се на предстојећим локалним изборима у Чачку кандидовале као јединствена изборна листа.

### Посланик у Народној скупштини
Нова Србија је учествовала на парламентарним изборима 2000. као део Демократске опозиције Србије, широког савеза који је укључивао неколико опозиционих партија. Маркићевић је заузео 108. место на коалиционој изборној листи и изабран је у делегацију Нове Србије у скупштини након што је листа освојила убедљиву већину са 176 од 250 мандата. (Од 2000. до 2011. посланички мандати у Србији су се додељивали странкама или коалицијама спонзорима, а не појединачним кандидатима, а уобичајена је пракса да се мандати додељују по бројчаном редоследу. Док Маркићевић није аутоматски добио мандат на основу своје функције на листи, он је заправо изабран да обавља функцију и заузео је своје место на заседању парламента 2001) Нова Србија је била део нове владе Србије до 2002, када је прешла на опозицију.
Нова Србија је наступила у савезу са Српским покретом обнове на парламентарним изборима 2003. Маркићевић је на збирној листи добио двадесет прву позицију и поново изабран за скупштинску функцију након што је листа освојила двадесет и два мандата. Након ових избора Нова Србија се придружила новој администрацији коју је предводио Војислав Коштуница, а Маркићевић је поново био присталица администрације.
Године 2006, када је Црна Гора на референдума одржаном 21. маја обновила своју државну независност, Маркићевић је тврдио да грађани Републике Српске треба да имају слично право да свој статус одређују путем гласања. Наводи се да је рекао: „Пре неколико дана сам чуо да је [премијер Републике Српске] Милорад Додик незванично предложио високом представнику ЕУ за спољну политику и безбедност праг од 90 одсто за независност Републике Српске. Ту долазимо до питања међународне заједнице и њене правде, ако неко може да бира своју државу са 55 одсто [праг Црне Горе], зашто одбијати друге да донесу ту одлуку са 90 одсто.“
За парламентарне изборе 2007. Нова Србија је наступила у савезу са Демократском странком Србије (ДСС), а комбинована листа освојила је четрдесет седам мандата. Маркићевић је добио тридесет четврту позицију на листи алијансе и поново изабран у њену скупштинску делегацију. Он је у то време био председник Извршног одбора Нове Србије и представљао је странку у разговорима са председником Србије Борисом Тадићем о именовању новог премијера после избора. Коштуница је на крају именован на нови мандат премијера, а Нова Србија је остала део владе. Маркићевић је на сазивању скупштине био заменик председника посланичке групе Демократска странка Србије – Нова Србија.
У медијском извештају из 2007. године Маркићевић је описан као један од двојице представника Нове Србије који се сматрају најбољом позицијом да наследи лидера странке Велимира Илића, уколико би Илић поднео оставку.
Нова Србија је наставила савез са Демократском странком Србије на парламентарним изборима 2008. Маркићевић је на збирној листи добио тридесету позицију, листа је освојила тачно тридесет мандата и поново је изабран у делегацију Нове Србије. Након избора коначно је формирана нова управа под вођством ривалске Демократске странке (ДС), а Нова Србија је поново прешла у опозицију. Маркићевић је био заменик председника странке на следећој седници скупштине и био је члан скупштинског одбора за безбедност.
Маркићевић се оштро успротивио црногорском признању независности Косова 2008. године, описујући ту одлуку као „гору него да је цео свет признао Косово“; касније се успротивио сугестији Милорада Додика да би се Косово могло поделити. Он је такође говорио против планираног учешћа српских официра у вежбама НАТО-а у Грузији којима се противила Русија, рекавши да нема смисла да се Србија укључује у „навлачење конопца“ између НАТО-а и Русије.
Изборни систем Србије реформисан је 2011. године, тако да су посланички мандати додељени по бројчаном реду кандидатима на успешним листама. Нова Србија приступила је коалицији Напредне странке Покренимо Србију за парламентарне изборе 2012. године. Маркићевић је добио педесет другу позицију на изборној листи савеза и изабран је када је листа освојила седамдесет и три мандата. Након избора, Нова Србија се придружила коалиционој влади коју је предводила Напредна странка; Маркићевић се вратио на страну владе у скупштини и био партијски бич.
Он је 2008. године критиковао Хашки трибунал пресуду хрватским генералима Анти Готовини и Младену Маркачу за злочине против човечности, описујући ту одлуку као доказ да је суд политички субјект који служи вољи моћних земаља.
Нова Србија је наставила савез са напредном странком и на изборима 2014. и 2016. Маркићевић је сваки пут добијао високе позиције на листи и поново биран када је савез у оба наврата однела убедљиве победе.
Лидер Нове Србије Велимир Илић повукао је подршку напредној странци и администрацији премијера Александра Вучића у јануару 2017. Ова одлука је изазвала раскол у Новој Србији. Тројица од пет изабраних чланова Нове Србије напустили су странку и наставили да подржавају Вучићеву администрацију, док су преостала двојица (Маркићевић и Горан Пекарски) прешли у опозицију и удружили се са другим посланицима да би створили нови савез под називом Нова Србија – Покрет за спас Србије. У октобру 2017, Пекарски је такође напустио Нову Србију да би се поново сврстао у Вучићеву администрацију, остављајући Маркићевића као јединог преосталог члана своје странке у скупштини.
Маркићевић тренутно обавља функцију заменика лидера групе Нова Србија – Покрет за спас Србије. Члан је посланичке групе пријатељства Србије са Русијом.